# Pic del Redó (Colomers d'Espot)
El Pic del Redó és una muntanya que es troba en el terme municipal d'Espot, a la comarca del Pallars Sobirà, i dins del Parc Nacional d'Aigüestortes i Estany de Sant Maurici.

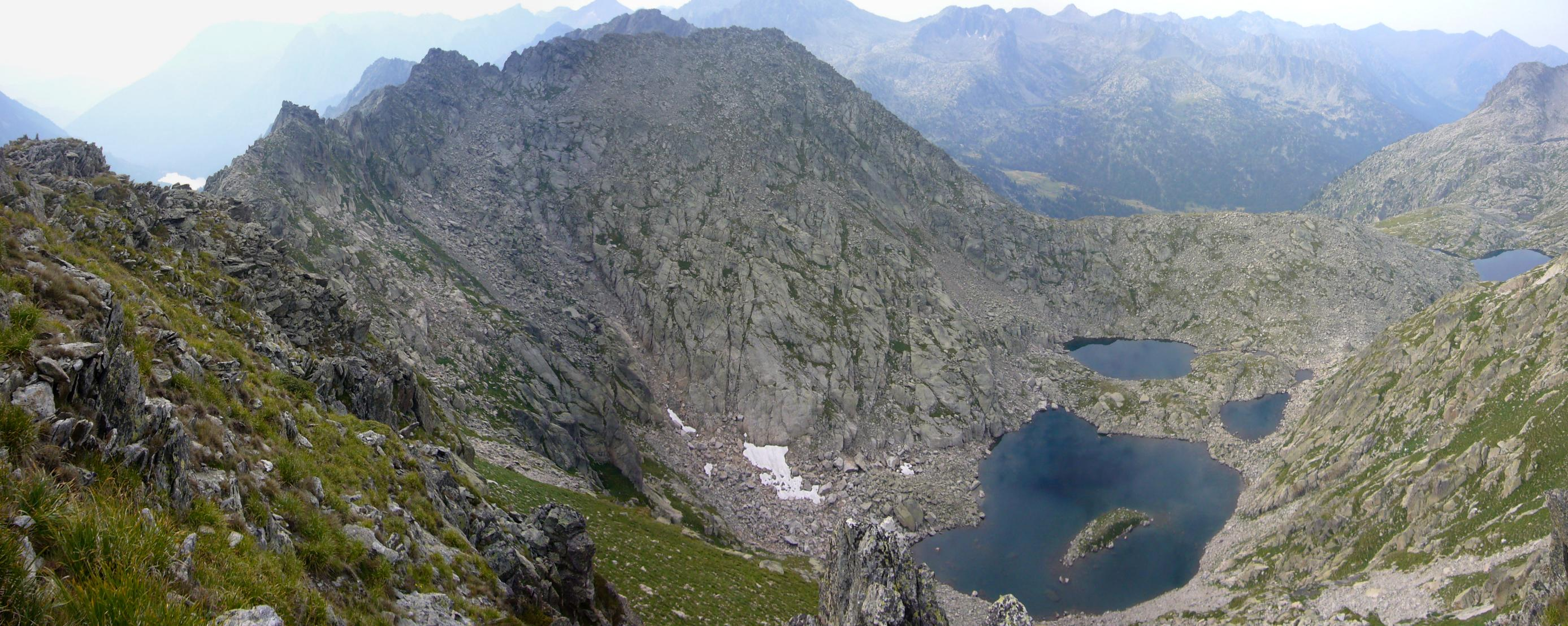
Colomers d'Espot vist des de les proximitats del Coll del Bergús (Imatge amb anotacions)

El pic, de 2.546,2 metres, s'alça a l'extrem oriental de la petita carena que separa els Estanys Gelats del Bergús (N) de l'Estany Redó (S); amb el Cap de Crabes a l'est.

## Rutes[2]
Es tracta d'un petit cim que es pot assolir fàcilment des dels voltants de l'Estany del Bergús i dels Estanys Gelats del Bergús.